# Плещеев, Никифор Юрьевич
Ники́фор Ю́рьевич Плеще́ев (Че́рмный) — воевода, стольник.

## Биография
В 1609 году он был воеводой Тушинского вора в Муроме и писал Яну Сапеге, что приверженцы Тушинского вора потерпели поражение под Нижним Новгородом, а потому просил прислать ратных литовских людей для помощи.
В 1611 году был стольником. В 1613 году, при взятии города Белый, был прислан «с сеунчом» князем Дмитрием Мамстрюковичем Черкасским, это стало едва ли не первым известием о победе, полученное молодым государем Михаилом Фёдоровичем.
В 1616 году ему назначен поместный оклад 800 четей и деньгами 70 рублей.
1624—1625 года — воевода в Осколе, затем отпущен в Москву. Судя по всему 1626 и 1627 года он провёл в Москве, так как в разное время встречается у стола царя Михаила Фёдоровича и в государевых походах к Троице, и в Симонов монастырь.
Полковой воевода в Мценске в 1628 году, а 23 и 27 ноября этого же года был в Москве у государева стола. В 1629—1631 годах — воевода на Верхотурье.
В 1632 году был в числе дворян, которых царь Михаил Фёдорович велел в день Светлого Христова Воскресения в «свои государские очи видеть в комнате». В 1633 году он был воеводой в Невле и дважды сообщал о взятии Полоцка.
Будучи воеводой в Путивле (1636—1638), он получил от казаков много людей, захваченных ими в неволю в разных местах, в том числе двух дочерей и двух сыновей пана Длуского, у него разыскивали этих людей, но он не отдал и продолжал держать их у себя в Москве.
В 1641 году один раз дневал и ночевал на государеве дворе, в 1643 году был полковым воеводой в Туле. В 1644 году, при въезде датского королевича Вольдемара в Москву, встречал его за городом, за Тверскими воротами. В 1646 году переписывал землю в 23-х станах Ростовского уезда.
Во время визитов царя Алексея Михайловича к Троице, в подмосковный Николо-Угрешский монастырь и в село Покровское в 1647 году, дневал и ночевал на государевом дворе.
В 1648—1649 годах во время воеводства в Путивле началось восстание казаков под предводительством Богдана Хмельницкого, а также отправка царём Алексеем Михайловичем вспомогательного войска против угрожавших Польше крымских татар. Плещеев переписывался с князем Иеремией Вишневецким по поводу войны против татар, но посланник был перехвачен Хмельницким, который прислал потом укорительную грамоту, что русские хотят помогать полякам напасть на казаков, потому что война у поляков с казаками, а не с татарами. Царь приказал Плещееву сообщить Хмельницкому, что он никогда не писал Вишневецкому об объединении русских с поляками против казаков, что кто-то распускает об этом слухи, желая их поссорить. Однако Хмельницкий после этого ответа писал Плещееву:
Уже третьего посла вашего перехватываем, вы все сноситесь с ляхами на нас. Если вы хотите на нас, на свою веру православную христианскую меч поднять, то будем Богу молиться, чтоб вам не посчастливилось; легче нам, побившись между собой, помириться, а помирившись, на вас поворотиться. Мы вам желали всего доброго, царю вашему желали королевства Польского, а потом, как себе хотите, так и начинайте, хотите с ляхами, хотите с нами.
У Плещеева был местнический счет с князем А. Ф. Литвиновым-Мосальским.
Оставил двух дочерей: Евдокию (ум. 1696), вышедшую за князя И. Б. Репнина, и Марию, вышедшую за Василия Арслановича Касимовского.